# مارغريت د. فوستر
مارغريت د. فوستر (بالإنجليزية: Margaret D. Foster)‏ هي كيميائية أمريكية، ولدت في 4 مارس 1895 في شيكاغو في الولايات المتحدة، وتوفيت في 5 نوفمبر 1970 في سيلفر سبرينغ في الولايات المتحدة.